# Prostitution in Bangladesch

Rechtliche Situation der Prostitution in Asien. (Rot = Verboten, Grün = Legal und reguliert, Blau = Legal, aber organisierter Betrieb verboten)

Bangladesch ist eines der wenigen Länder in Asien, in denen Prostitution legal und reguliert ist. Prostituierte müssen sich registrieren lassen und eine Erklärung abgeben, aus der hervorgeht, dass sie aus freier Wahl die Prostitution betreiben und keine andere Arbeit finden können. Prostituierte müssen in Bangladesch oft unter elenden Bedingungen arbeiten und werden häufig marginalisiert.

## Gesetzliche Lage
Prostitution ist in Bangladesch legal, aber die Verfassung von Bangladesch sieht vor, dass "der Staat sich bemühen soll, Glücksspiel und Prostitution zu verhindern". Prostitution unter 18 Jahren, Zwangsprostitution sowie die Werbung und Betreibung nicht lizenzierter Bordelle ist verboten.
Im Jahr 2000 entschied der High Court in Bangladesch, dass die Inhaftierung von über 100 Prostituierten, die bei Bordellrazzien festgenommen wurden, rechtswidrig war und dass Prostitution eine legale Beschäftigung ist.
Neben der Türkei und dem Libanon ist Bangladesch das einzige islamisch geprägte Land, in dem Prostitution vollständig legal ist.

## Umfang
Lokale NGOs schätzten 2008 die Gesamtzahl der Prostituierten auf 100.000. Eine UNAIDS-Schätzung für 2016 bezifferte die Zahl auf 140.000.
Es gibt 20 "Bordelldörfer" in Bangladesch sowie Rotlichtviertel in großen Städten wie Dhaka oder Chittagong. Das größte ist Daulatdia mit etwa 1300 Sexarbeiterinnen. Es ist eines der größten Bordelle der Welt.

## Kinderprostitution
Kinderprostitution ist weit verbreitet und ein ernstes Problem. Die Mehrheit der prostituierten Kinder in Bangladesch lebt in Bordellen. Eine geringere Anzahl von Kindern wird in Hotelzimmern, Parks, Bahnhöfen und Bushaltestellen sowie in Mietwohnungen ausgebeutet.
Der UN-Kinderhilfswerk (UNICEF) schätzte 2004, dass im Land 10.000 minderjährige Mädchen für die kommerzielle sexuelle Ausbeutung eingesetzt wurden. Andere Schätzungen gehen von 29.000 aus.
Viele Mädchen, die an Kinderarbeit beteiligt sind, beispielsweise in Fabriken und als Hausangestellte, werden vergewaltigt oder sexuell ausgebeutet. Diese Mädchen sind stark stigmatisiert und viele von ihnen fliehen, um einem solchen Missbrauch zu entgehen. Oft müssen sie dann feststellen, dass Prostitution die einzige Option ist, die ihnen offen steht. Sobald sie die Prostitution ausüben, werden sie noch stärker marginalisiert.
Mehr als 20.000 Kinder werden in den registrierten Rotlichtgebieten Bangladeschs geboren und leben dort. Jungen neigen dazu, Zuhälter zu werden, wenn sie erwachsen sind, und Mädchen üben ihren Beruf als Mutter weiter aus. Die meisten dieser Mädchen treten vor dem 12. Lebensjahr in den Beruf ein.
Behinderte Kinder, die in Einrichtungen leben, und Kinder, die infolge von Naturkatastrophen wie Überschwemmungen vertrieben wurden, sind sehr anfällig für kommerzielle sexuelle Ausbeutung. Mädchen werden oft von ihren Familien für einen Zeitraum von zwei bis drei Jahren gebundener Sexarbeit an Bordelle verkauft. Besuche in den Bordellen von Faridpur und Tangail im Jahr 2010 zeigten, dass die meisten Sexarbeiterinnen dort das Steroid-Medikament Dexamethason einnehmen oder einnehmen müssen, um an Gewicht zuzunehmen und besser auszusehen. Außerdem werden sie süchtig und somit noch mehr abhängig von den Zuhältern.
Die Behörden ignorieren im Allgemeinen das Mindestalter von 18 Jahren, das häufig durch falsche Altersangaben umgangen wird, für die legale Prostitution von Frauen. Die Regierung verfolgt nur selten Minderjährige.

## Sexhandel der Rohingya
Mit fast 700.000 Rohingya, die seit August 2017 aus Birma nach Bangladesch geflohen sind, beherbergt Bangladesch mehr als 1 Million Rohingya ohne Papiere, darunter Hunderttausende, die in den vergangenen Jahrzehnten aus Burma geflohen sind. Der staatenlose Status und die Unfähigkeit der Rohingya-Gemeinschaft, legal zu arbeiten, erhöhen ihre Anfälligkeit für Menschenhandel. Berichten zufolge werden Frauen und Mädchen aus Rohingya aus Flüchtlingslagern für die Hausarbeit in Privathäusern, Pensionen oder Hotels rekrutiert und stattdessen dem Sexhandel ausgesetzt. Berichten zufolge werden Rohingya-Mädchen auch innerhalb Bangladeschs nach Chittagong und Dhaka sowie transnational nach Kathmandu und Kolkata transportiert und dem Sexhandel ausgesetzt.

## HIV/AIDS
Nach Angaben der NGOs sind Prostituierte und ihre Freier aufgrund von Unwissenheit und mangelnder öffentlicher Information über ungeschützten Sex am stärksten von HIV bedroht.